# The Prophet (single)
The Prophet is een Engelstalige single van de Belgische muzikant C.J. Bolland uit 1996.
Op de single stonden volgende versies van het nummer:
1. Tyrome's Spirit in the house mix
2. original version

Het derde nummer op de single was de Armand's Drum 'n' Bass Mix van Sugar Is Sweeter.
Het nummer verscheen op het album The Analogue Theatre uit 1996.

## Meewerkende artiesten
- Producer
  - Kris Vanderheyden
  - Christian Jay Bolland
- Muzikanten
  - Jade 4U